# Frailea pseudopulcherrima
Frailea pseudopulcherrima là một loài thực vật có hoa trong họ Cactaceae. Loài này được Y.Itô mô tả khoa học đầu tiên năm 1957.